# Euphorbia surinamensis
Euphorbia surinamensis är en törelväxtart som beskrevs av Joseph Lanjouw. Euphorbia surinamensis ingår i släktet törlar, och familjen törelväxter. Inga underarter finns listade i Catalogue of Life.